# Hippocampus taeniopterus
Hippocampus taeniopterus es una especie de pez de la familia Syngnathidae en el orden de los Syngnathiformes.

## Morfología
Los machos pueden llegar alcanzar los 30 cm de longitud total.

## Distribución geográfica
Se encuentra desde el Pakistán y la India hasta el sur del Japón, las islas Hawái y las islas de la Sociedad.